# Universitatea Comenius din Bratislava
Universitatea Comenius din Bratislava (în slovacă Univerzita Komenského v Bratislave) este cea mai mare universitate din Slovacia, având cele mai multe facultăți situate în capitala Bratislava. A fost fondată în 1919, la scurt timp după crearea Cehoslovaciei. Este numită după Jan Amos Comenius, profesor și filozof ceh din secolul al XVII-lea.
În 2006 Universitatea Comenius avea mai mult de 30.000 de studenți și 2.000 de cadre didactice și administrative. La fel ca majoritatea universităților din Slovacia, ea este finanțată în cea mai mare parte de guvern. Deși există de ani de zile planuri de a institui taxe de școlarizare pentru studenții din Slovacia, o astfel de încercare nu a reușit să obțină suficient sprijin în parlament în mai 2005 pentru a se transforma în lege.

## Istoric
Universitatea Comenius a fost înființată în 1919 cu sprijinul organizatoric și logistic al Universității Caroline din Praga, înființată în 1348. Ea avea scopul de a înlocui fosta Universitate Elisabeta, deschisă în 1912 la Bratislava și desființată în 1919 de Samuel Zoch, župan plenipotențiar al Slovaciei (parte componentă la acea vreme a Primei Republici Cehoslovace). Desființarea acestei universități i-a determinat pe majoritatea profesorilor și pe unii dintre studenți (care erau de etnie maghiară) să se refugieze la Budapesta, unde a fost restabilită temporar Universitatea Elisabeta. Acest institut educațional a fost mutat mai târziu la Pécs și redenumit Universitatea din Pécs. Plecarea profesorilor maghiari a creat necesitatea aducerii unor profesori cehi, care să ocupe posturile vacante. Prin urmare, mulți profesori ai universității nou înființate, inclusiv primul rector, prof. MUDr. Kristian Hynek, au fost cehi, din moment ce Slovacia nu avea la acea vreme suficienți intelectuali slovaci care puteau să predea în cadrul facultăților. În ciuda dificultăților legate de lipsa spațiilor, a modului de finanțare și a penuriei de personal, universitatea a dezvoltat programe de predare și cercetare. Facultatea de Medicină a fost deschisă în 1919 și a fost urmată curând de Facultatea de Drept și de Facultatea de Filosofie în 1921. Facultatea de Filosofie, care oferea programe de educație în științele sociale și umaniste, i-a instruit pe profesorii necesari pentru liceele din Slovacia.
În 1937 a fost inaugurată în centrul orașului Bratislava o nouă clădire a universității pentru a fi folosită de Facultățile de Drept și Filosofie. Clădirea conține o aulă folosită pentru ceremoniile de absolvire și pentru alte activități educaționale formale.
În timpul celui de-al Doilea Război Mondial, Slovacia a devenit, în mod nominal, o republică independentă, dar s-a aflat de fapt sub influența Germaniei Naziste. Guvernul a redus libertățile academice ale universității, iar profesorii cehi au fost concediați forțat. Instituția educațională a fost redenumită Universitatea Slovacă în 1939 și a purtat acest nume până în 1954, când s-a revenit la denumirea inițială. Facultatea de Științe a fost înființată în 1940, iar Facultatea de Teologie Romano-Catolică a fost inaugurată în 1941. Libertățile academice au fost restabilite la sfârșitul războiului în 1945, dar au fost anulate din nou în 1948, când comuniștii au preluat puterea în Cehoslovacia și au introdus ideologia marxist-leninistă în universitățile cehoslovace. Facultatea de Teologie Romano-Catolică a intrat sub controlul direct al Ministerului Educației.
Cu toate acestea, universitatea a continuat să crească și au fost înființate noi facultăți (în special prin divizarea facultăților existente):
- Facultatea de Educație în 1946,
- Facultatea de Farmacie în 1952,
- Facultatea de Educație Fizică și Sport în 1960,
- Facultatea de Medicină din Martin în 1969,
- Facultatea de Matematică și Fizică în 1980.

După „Revoluția de catifea” din 1989, universitatea a dobândit o autoguvernare democratică, iar cursurile obligatorii de ideologie marxistă au fost desființate. Au revenit în cadrul universității Facultatea de Teologie Romano-Catolică și Facultatea de Teologie Evanghelică, care fuseseră desprinse mai demult.
Transformarea Slovaciei într-un stat cu economie de piață a creat nevoia formării de specialiști în finanțe și management. Ca urmare, universitatea a înființat alte două facultăți: Facultatea de Management (1991) și Facultatea de Științe Sociale și Economice (2002). În anul 2000 a fost implementat sistemul european de transfer a creditelor universitare pentru a îmbunătăți mobilitatea studenților și pentru a facilita legături mai strânse cu alte universități europene.

## Lista facultăților
Aceasta este o listă a facultăților Universității Comenius din Bratislava cu denumirea lor oficială.
- Facultatea de Medicină
- Facultatea de Drept
- Facultatea de Arte
- Facultatea de Științe ale Naturii
- Facultatea de Educație
- Facultatea de Farmacie

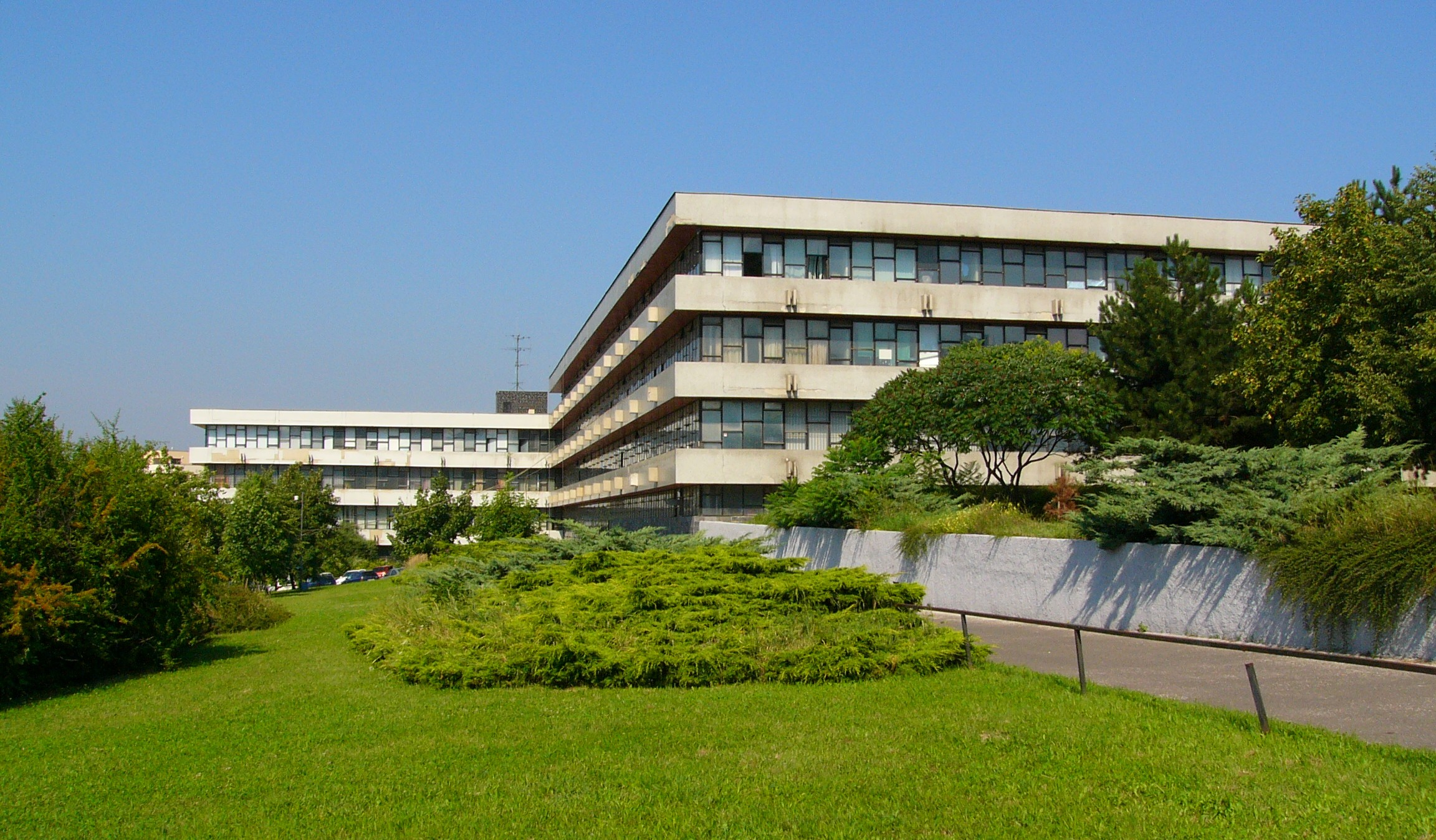
Clădirea Facultății de Matematică, Fizică și Informatică, situată în partea de vest a orașului Bratislava

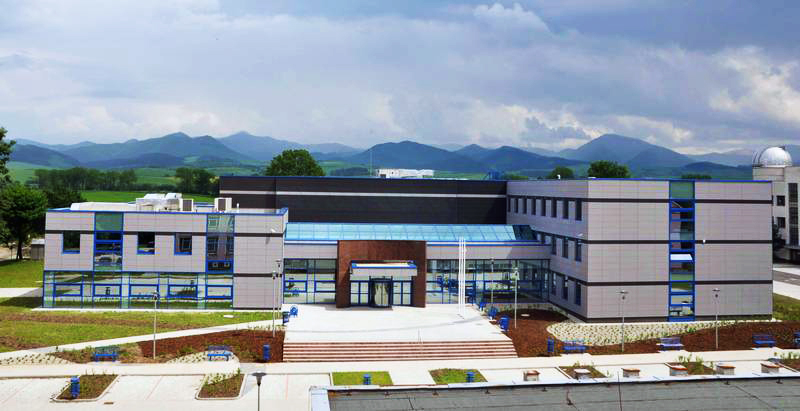
Facultatea de Medicină Jessenius din Martin

- Facultatea de Educație Fizică și Sport
- Facultatea de Medicină Jessenius din Martin
- Facultatea de Matematică, Fizică și Informatică
- Facultatea de Teologie Romano-Catolică „Sfinții Chiril și Metodiu”
- Facultatea de Teologie Evanghelică Luterană
- Facultatea de Management
- Facultatea de Științe Sociale și Economice

## Absolvenți notabili
- Ľubomír Belák - cântăreț, muzician, compozitor și producător de televiziune
- Emil Benčík - jurnalist și traducător
- Zuzana Beňušková - etnologă
- József Berényi - președinte al Partidului Coaliției Ungare
- Robert Fico - politician, fost prim-ministru al Slovaciei
- Rudolf Macúch - teolog protestant și expert în limbi semitice (mandaică și samariteană)
- Zora Mintalová - Zubercová - etnograf, istoric și muzeolog
- Milan Mišík - geolog și profesor universitar
- Vladimír Palko - fost ministru de interne al Slovaciei
- Ladislav Pataki - specialist în educație fizică, antrenor de atletism, campion la atletism
- Tomáš Raček - actor și diplomat
- Iveta Radičová - fost prim-ministru al Slovaciei
- Emire Khidayer, diplomat, antreprenor și scriitor
- Ernest Valko - avocat specialist în drept constituțional asasinat
- Ján Vilček - om de știință, profesor, inventator și filantrop
- Štefan Znám - matematician
- Miroslav Lajcak - diplomat, președinte al Adunării Generale a Națiunilor Unite la cea de-a 72-a sesiune
- Zuzana Čaputová - politician, președintele Slovaciei

## Legături externe
- Site oficial
- sk  Univerzita Komenského. História, Retrieved in March 2004
- sk  Univerzita Komenského (2006). Výročná správa za rok 2005 Retrieved in January 2007